# Lac Fletcher
Pour les articles homonymes, voir Fletcher.
Le lac Fletcher (en anglais : Fletcher Lake) est un lac américain dans le comté de Mariposa, en Californie. Il est situé à 3 098 mètres d'altitude au sein de la Yosemite Wilderness, dans le parc national de Yosemite.